# Электрическая микромашина
Электрическая микромашина (микроэлектромашина) — электрическая машина переменного или постоянного тока малой мощности (до 750 Вт), предназначенная для работы в системах регулирования и управления, гироскопических устройствах, бытовых приборах.

## Классификация
Электрические микромашины по назначению разделяются на две группы:
- общего применения (коллекторные, синхронные, асинхронные микродвигатели);
- электрические машины устройств и приборов:
  - силовые (преобразуют электрическую энергию в механическую),
  - информационные (преобразуют угол поворота, угловую скорость и ускорение в электрический сигнал),
  - гироскопические,
  - преобразователи частоты и напряжения, усилители мощности.

## Основные типы микромашин
- Электромашинные усилители.
- Электрические микродвигатели постоянного тока.
- Асинхронные микродвигатели.
- Синхронные микродвигатели:
  - синхронные микродвигатели постоянного вращения;
  - синхронные шаговые микродвигатели.
- Тахогенераторы.
- Сельсины.
- Вращающиеся трансформаторы.

## Основные требования
Выделяются две основные группы требований, предъявляемых к электрическим микромашинам:
- общие требования,
- требования, предъявляемые к электрическим микромашинам в зависимости от области применения и условий эксплуатации (специальные требования).

### Общие требования
- Низкая стоимость
- Простота конструкции и ремонтопригодность
- Долговечность

Для микромашин, применяемых в устройствах автоматики и управления, важнейшими являются:
- высокая точность,
- стабильность выходных характеристик,
- быстродействие,
- высокая надёжность.

### Специальные требования
Специальные требования предъявляются к электрическим микромашинам в зависимости от их назначения и условий эксплуатации:
- минимальные размеры и масса (бортовая аппаратура);
- устойчивость к вибрации и ударным нагрузкам (бортовая аппаратура, движущиеся механизмы и машины);
- климатическая и радиационная устойчивость (космическая аппаратура, ядерные установки, тропический климат);
- взрывобезопасность (шахты, рудники, морские суда, газовое оборудование);
- низкий уровень собственных шумов (звукозаписывающая и звуковоспроизводящая аппаратура);
- низкий уровень излучаемых помех (работа в комплекте электронной аппаратуры, радиолокационных установках);
- малое газовыделение (для вакуумного оборудования).